# 프로이센 공국
프로이센 공국(독일어: Herzogtum Preußen)은 프로이센 왕국 성립 이전에 호엔촐레른 왕가가 지배했던 동프로이센 지역을 말한다. 그 이전에는 튜턴 기사단이 존재하였다.

## 개요
1525년 기사단장 알브레히트 폰 프로이센(1490-1568)이 신교로 개종하고 가톨릭 교회와의 관계를 절연함으로써 이 영토는 세속화하여 프로이센 공국이 되었다. 튜턴 기사단은 폴란드의 공격에 의해 1466년 포메른 지방과 단치히를 뺏긴 이래로 튜턴 기사단들은 폴란드의 기사단 신하로 충성을 맹세했으며 이후 건국된 프로이센 공국도 폴란드의 봉신국으로서 인정받았는데, 이때 프로이센 공국의 상속은 알브레히트의 후손만이 계승할 수 있도록 조약되었었다.
이후 1618년에 프로이센계 호엔촐레른의 대가 끊기게 되면서 본래는 이 영토를 폴란드가 회수했어야 했는데, 스웨덴을 놓고 구교도 폴란드 왕 지그문트 3세와 신교도 쇠데르만란드공 칼 (이후 칼 9세) 사이의 계승전쟁이 터지고, 이 와중에 루스 차르국의 차르 자리를 놓고 발발한 내전에도 폴란드가 모스크바를 점령하는 등 깊게 간섭하게 되면서 힘에 부치게 되자 브란덴부르크계 호엔촐레른 선제후 요한 지기스문트가 알브레히트 2세의 사위의 자격으로 프로이센 공국을 상속받는 것을 인정하는 대신 프로이센 공작으로서 폴란드의 봉신으로 남는다는 조건으로 허용해주었다. 브란덴부르크와 프로이센은 호엔촐레른가의 통치 하에서 브란덴부르크-프로이센 공국이 되었다.

## 역대 군주
1. 알브레히트 1세(1490-1568): 알브레히트 아킬레스(1414-1486. 브란덴부르크의 선제후)의 넷째 아들 프리드리히(1460-1536)의 셋째 아들
2. 알브레히트 2세(1553-1618): 알브레히트 1세의 아들
3. 요한 지기스문트(1572-1620): 알브레히트 2세의 종손이자 사위. 브란덴부르크 선제후이자 프로이센 공작인 요한 게오르크(1525-1598)의 손자.
4. 게오르크 빌헬름(1595-1640): 요한 지기스문트(1572-1620)의 아들
5. 대(大)선제후 프리드리히 빌헬름(1620-1688)
6. 프리드리히 1세(1657-1713)

## 같이 보기
- 프로이센 왕국
- 튜턴 기사단
- 호엔촐레른 왕가
- 동프로이센